# Zawadka (gmina)
Zawadka – dawna gmina wiejska w powiecie turczańskim województwa lwowskiego II Rzeczypospolitej. Siedzibą gminy była Zawadka.
Gminę utworzono 1 sierpnia 1934 r. w ramach reformy na podstawie ustawy scaleniowej z dotychczasowych gmin wiejskich: Bachnowate, Dołżki, Krywe, Mołdawsko, Myta, Rosochacz, Ryków, Suchy Potok, Zadzielsko i Zawadka.
Po wojnie obszar gminy został odłączony od Polski i włączony do Ukraińskiej SRR.